# 41986 Форт Бенд
41986 Форт Бенд (41986 Fort Bend) — астероїд головного поясу, відкритий 29 грудня 2000 року.
Тіссеранів параметр щодо Юпітера — 3,342.